# ユン・イヒョン
ユン・イヒョン（朝鮮語: 윤이형、1976年 - ）は、韓国の女性小説家。本名はイ・スル（이슬）、父親は画家・小説家・詩人の李祭夏。

## 経歴
1976年、ソウル生まれ。延世大学校英語英文学科卒業。デビュー当時はジハというペンネームを用いた。
2005年に「黒いプルガサリ」で中央新人文学賞を受賞し、デビュー。若い作家賞、文知文学賞、李箱文学賞を受賞。
著書に短編集『三人のためのワルツ』『大きな狼パラン』『ラブ・レプリカ』『包帯を巻くこと』、同性愛を描いた小説『ルカ』、長編小説『個人的記憶』、児童書『卒業』などがある。
2016年の江南駅殺人事件と同年に浮上した文壇の性暴力事件の発覚の時は被害者と連帯し、文壇の性差別を批判し、フェミニズム作品を書き始めた。
李箱文学賞の著作権問題をめぐって、2020年1月に断筆宣言をした。

## 邦訳作品

### 単行本
- 『小さな心の同好会』古川 綾子 訳、亜紀書房、となりの国のものがたり、2021年4月
- .『ダニー』佐藤美雪訳、クオン、韓国文学ショートショート、2020年7月

### アンソロジー
- 「クンの旅」in 『完全版 韓国・フェミニズム・日本』斎藤真理子責任編集。
- 『僕は李箱から文学を学んだ』 クオン、2020年11月